# Soyoung Yoon

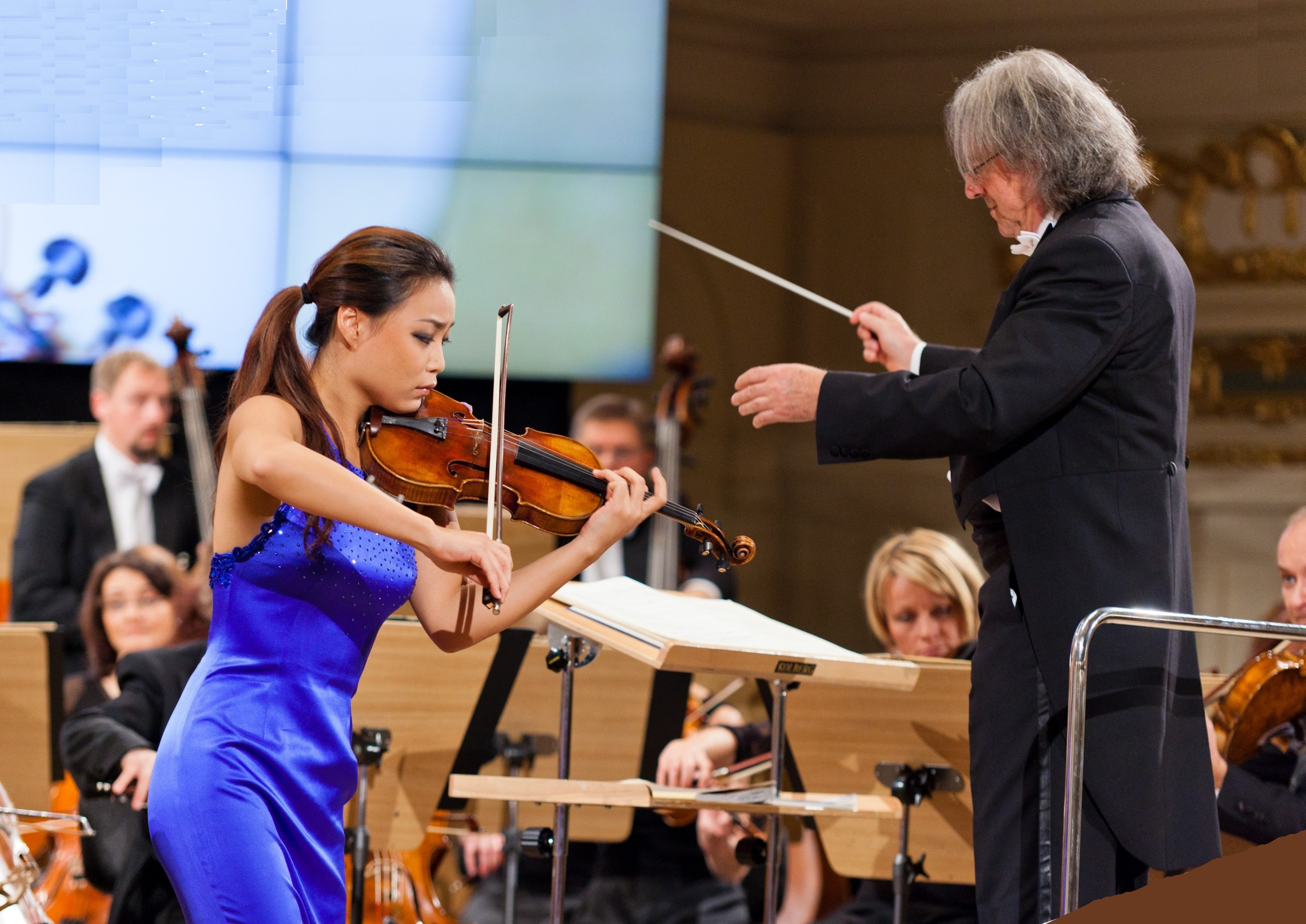
Soyoung Yoon beim 14. Wieniawski-Wettbewerb in Posen

Soyoung Yoon (* 1984 in Seoul, Südkorea) ist eine südkoreanische Geigerin.

## Leben
Soyoung Yoon begann im Alter von fünf Jahren mit dem Geigenspiel. Sie besuchte die Yewon Mittelschule für Kunst in Seoul und später ein Kunstgymnasium. 2002 wurde sie als „besonders begabte Musikerin“ an die nationale Universität der Künste in Seoul aufgenommen und dort von Professor Nam-Yun Kim ausgebildet. An der Hochschule für Musik und Tanz Köln besuchte sie die Meisterklasse von Zakhar Bron und studierte weiter bei Zakhar Bron an der Zürcher Hochschule der Künste. Weitere Meisterklassen besuchte sie bei Shlomo Mintz und Ida Haendel. 
Soyoung Yoon konzertierte bereits mit dem Moskau Virtuosi Orchestra, den London Mozart Players, dem Zürcher Kammerorchester, dem baskischen National Orchestra, der Philharmonie der Nationen und dem WDR Sinfonieorchester Köln.
Soyoung Yoon war Mitglied im Stradivari Quartett; dort spielte sie die Stradivari „King George“ aus dem Jahr 1710.

## Auszeichnungen
Soyoung Yoon erhielt mehrere Preise unter anderem beim Yehudi Menuhin-Wettbewerb (2002), beim Georg-Kulenkampff-Wettbewerb (2003), beim Tibor-Varga-Wettbewerb (2005), dem David-Oistrach-Wettbewerb (2006) sowie beim Tschaikowski-Wettbewerb (2007) und beim Concours Reine Elisabeth (2009). Sie ist Silbermedaillen-Gewinnerin beim International Violin Competition of Indianapolis (2010) und gewann 2011 die Goldmedaille beim 14th International Henryk Wieniawski Violin Competition. 2005 war ihr bereits der Preis „Bester neuer Künstler“ von der Musik-Assoziation in Südkorea verliehen worden.

## Diskografie
2012 erschien Yoons Debüt-Album Sibelius & Tchaikovsky – Violin Concertos. Das Album wurde für den International Classical Music Award 2013 in der Kategorie Konzerte nominiert.